# BrianFromDenmark
Brian Ikast Sørensen (født 2. januar 1981), bedre kendt som BrianFromDenmark, var en dansk Youtuber/Twitch-streamer, der underholdt med gameplay og Let's Play-videoer. Han var fra den 3. juni 2010 indtil den 5. december 2012, hvor han blev overhalet af Gex, Danmarks største YouTuber, på daværende tidspunkt.[kilde mangler]
Brian var sammen med Gex, Benny_1, Pjavn, Dildimoose og Coolagebrothers anerkendt som en af grundlæggerne af dansk YouTube.[kilde mangler]

## Karriere
Den 3. juni 2010 oprettede han BrianFromDenmark-kanalen, hvor han i begyndelsen lavede engelske videoer. Han startede ud med serien Let's Build, men besluttede kort tid efter at skifte til dansk YouTube.
Efter sit skift til dansk YouTube begyndte han med Let's Plays af primært spillene Minecraft og Spore. Disse Let's Plays gjorde ham hurtigt populær. Han blev kendt for sin måde at bande og kommentere sarkastisk, mens han spillede, men måtte stoppe med at bande i sine videoer på grund af YouTubes stramning af reglerne om sprogbrug.[kilde mangler]
YouTube havde i de senere år været lidt på pause for Brian, dog med enkelte uploads. Han arbejdede og brugte i stedet sin tid på at streame på Twitch.tv under navnet BrianFromDenmark. Her rundede han 100.000 følgere og blev en af de større danske Twitch-streamere.
I 2023 fik han et fuldtidsjob som webudvikler hos Webhelp og stoppede derfor med at streame og uploade på YouTube. Han forblev dog aktiv på diverse sociale medier.[kilde mangler]
Han havde hans sidste stream nytårsdag 31. december 2022.[kilde mangler]

## Økonomi
Om hans indtægt fra gaming udtalte han i 2014, at Jeg arbejder det, der svarer til to fuldtidsjob og får lige lidt under en kontanthjælp udbetalt.